# 鷺沼站
鷺沼站（日语：／ Saginuma eki */?）是位於神奈川縣川崎市宮前區鷺沼，屬於東急電鐵田園都市線的鐵路車站。車站編號是DT14。本站為站長所在站，並負責管理鷺沼管內宮崎台站至多摩廣場站間的各車站。

## 歷史
- 1966年4月1日：開業[1]。當時大井町線方向發出的4輛編組列車在本站解聯，以2輛編組繼續往西行駛[1]。
- 1968年（昭和43年）10月：開始以4輛編組往長津田方向行駛[1]。
- 1979年（昭和54年）7月：鷺沼車輛基地（日语：鷺沼車両基地）由帝都高速度交通營團（現東京地下鐵）管轄。
- 2011年（平成23年） 3月29日：開設北口，原檢票口更名為「正面口」。

## 結構
本站為島式月台2面4線地面車站。月台部分位於丘陵地，為地塹式構造。兩側的1、4號線為待避線，除了平日早晨尖峰時刻上行以外，主要由各站停車在緩急接續時停靠。此時急行停靠2號與3號線。當沒有緩急接續時，各停主要使用2號與3號線。平日早晨尖峰時刻的上行為準急與各站停車交互發車。南鄰有東京地下鐵鷺沼檢車區、北鄰有東急電鐵長津田檢車區鷺沼車庫，因此有部分列車以本站為起訖站。溝之口站至本站有複複線化計畫。

### 月台配置
| 月台 | 路線       | 方向 | 目的地                                              |
| ---- | ---------- | ---- | --------------------------------------------------- |
| 1、2 | 田園都市線 | 下行 | 長津田、中央林間方向                                |
| 3、4 | 田園都市線 | 上行 | 二子玉川、澀谷、半藏門線 押上、 伊勢崎線 春日部方向 |

（來源：東急電鐵:車站構內圖（页面存档备份，存于））

### 站房
站房位於地塹上方，比月台高約2層樓左右。檢票口分為正面口與北口，其中北口是2011年3月29日所設置的新檢票口。站房與月台之間的聯絡通道有兩處，宮前平方向的通道往月台設有階梯，以及階梯上半部的上行電扶梯。多摩廣場側的通道設有電扶梯與電梯。另外，僅多摩廣場側通道可通往北口。
最初只有宮前平方向的通道，之後為了增設無障礙設施新建多摩廣場側新通道。而廁所位於宮前平方通道上，多功能廁所在正面口剪票口前。

### 鷺沼車庫、鷺沼檢車區
本站田園都市線往宮前平站方向（東側）的兩側是車庫。車庫位於坡道上，往車站方向為地面，往宮前平站方向為高架。田園都市線在兩側車庫高架之間。
- 上行線側的車庫是東急所有的長津田檢車區鷺沼車庫。主要停放大井町線車輛。
- 下行線側的車庫是東京地下鐵所有的鷺沼檢車區。

因此地的車庫，早晨上下行皆有數班始發列車，早晨上行也有往大井町線的直通始發列車。東京地下鐵在平日早晨尖峰時刻後有前往車庫而在本站終停的列車。
傍晚至深夜，有大井町線發出至本站終停的下行列車。田園都市線澀谷方向的始發列車主要使用3號線，終停列車主要使用1號線。大井町線直通始發列車主要使用4號線，終停列車使用2號線。
過去早晨尖峰時刻有本站始發的急行（又稱「鷺沼急行」）班次，但為了提升輸送力而改至長津田始發。
以前東京地下鐵鷺沼檢車區無法進入3號線，上行始發列車需要轉向才能進入該線。在增設轉轍器後，車庫可直通3號線。大井町線的本站終停電車抵達下行2號線後，可跨越上行本線前往車庫。
因東京地下鐵設有車庫，本站可進行車輛交換。
- 下行列車的出庫電車停靠1號線，入庫電車停靠2號線。

- 上行列車的出出庫電車停靠4號線，入庫電車停靠3號線。

由於東京地下鐵車庫無法直接前往4號線，車輛須先進入1號線，掉頭進入宮前平側本線，再進入4號線。

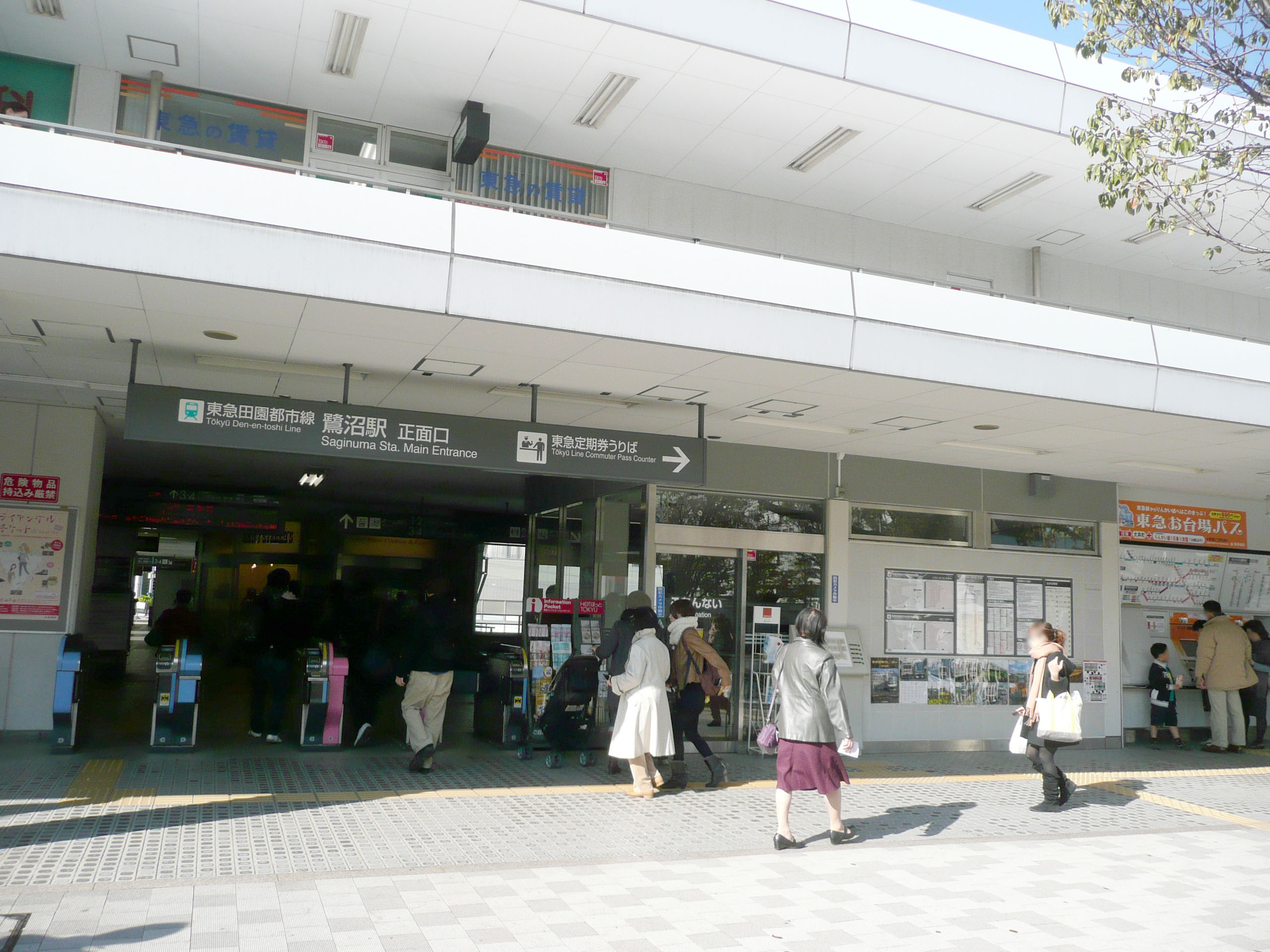
正面入口（2011年11月）
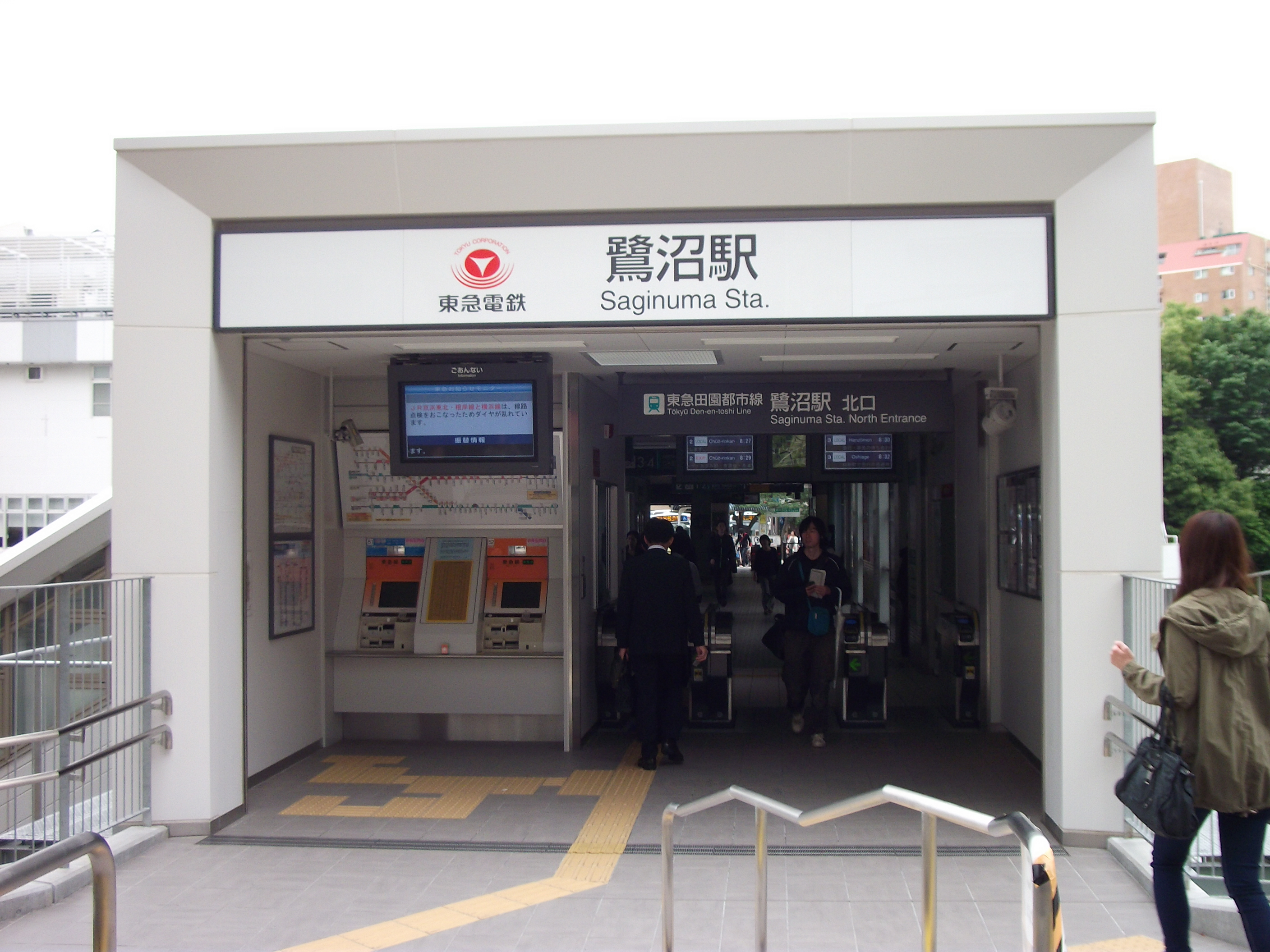
北口（2011年5月）
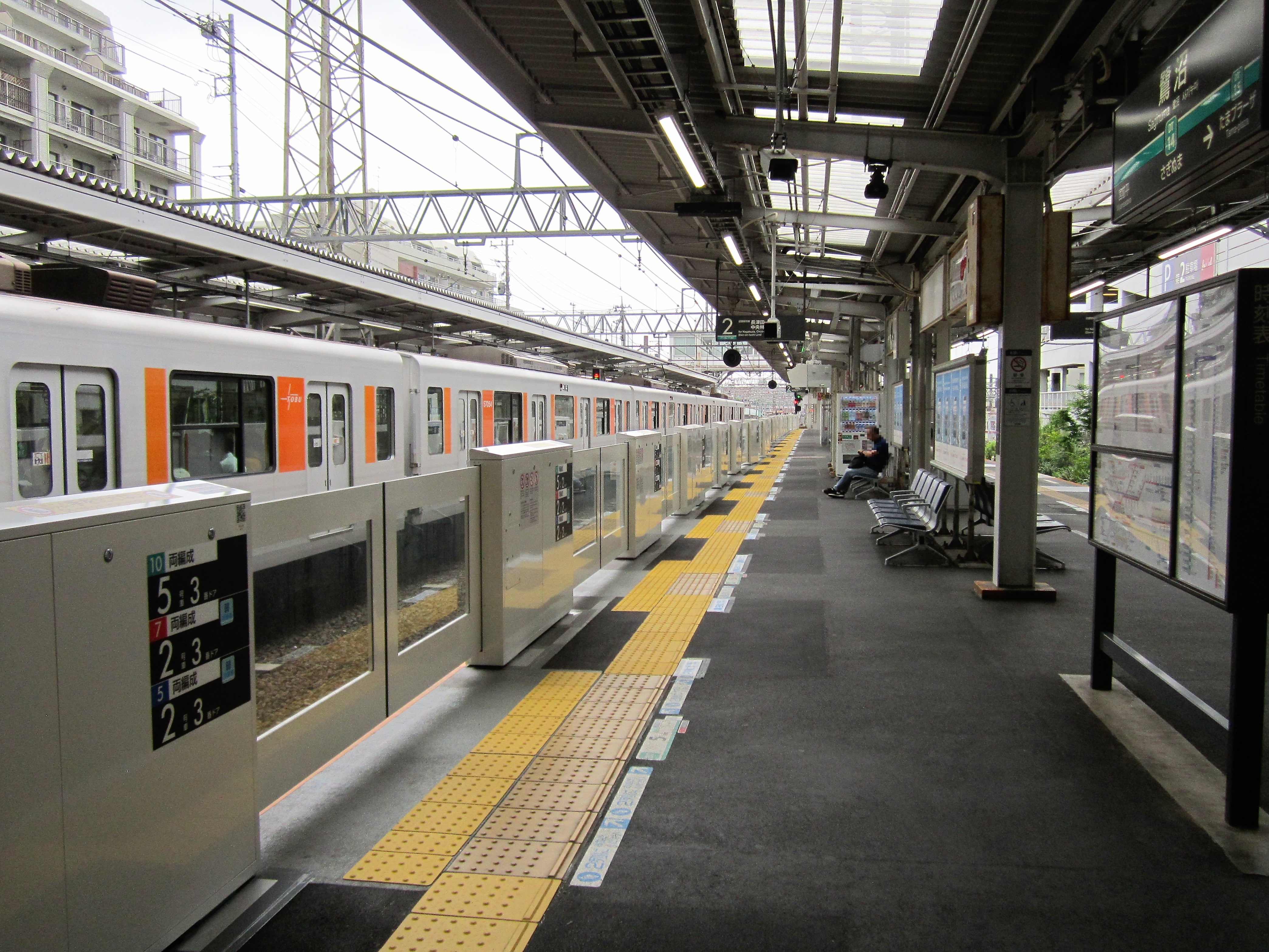
月台（2019年6月）
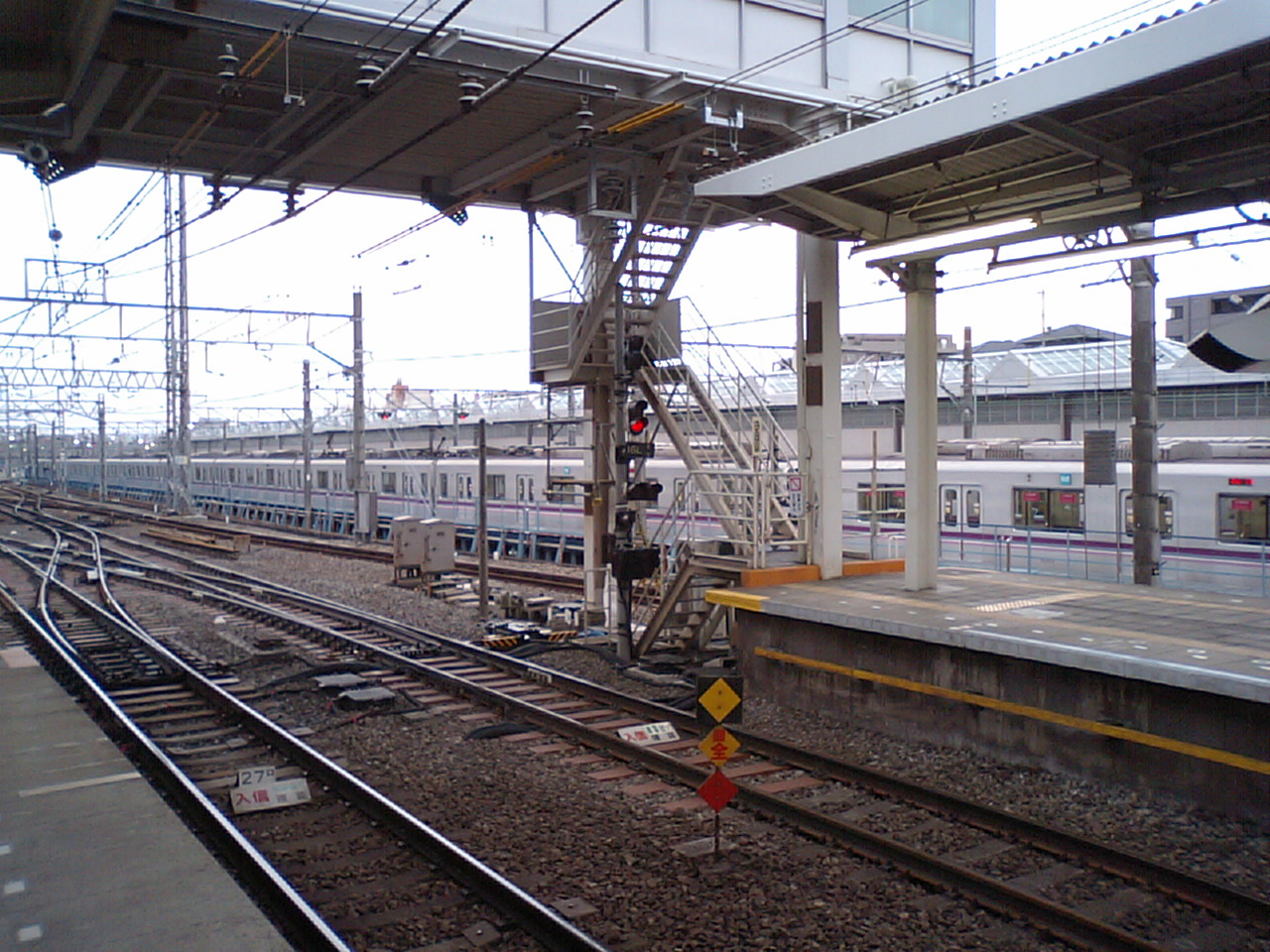
月台望向南側的東京地下鐵鷺沼檢車區。從左邊開始的第三條線路後方便是車庫。往澀谷方向的始發列車從第三條線路往左經轉轍器前往眼前的三號線月台（2008年4月5日）。

## 使用情況
2016年度一日平均上下車人次為63,163人。近年一日平均上車人次推移如下表。
| 年度               | 1日平均 上下車人次 | 1日平均 上車人次 | 來源     |
| ------------------ | ------------------ | ---------------- | -------- |
| 1998年（平成10年） |                    | 32,360           | [ 9 ]    |
| 1999年（平成11年） |                    | 31,556           | [ * 1 ]  |
| 2000年（平成12年） |                    | 31,282           | [ * 1 ]  |
| 2001年（平成13年） |                    | 30,816           | [ * 2 ]  |
| 2002年（平成14年） |                    | 30,277           | [ * 3 ]  |
| 2003年（平成15年） | 60,306             | 30,097           | [ * 4 ]  |
| 2004年（平成16年） | 61,085             | 30,223           | [ * 5 ]  |
| 2005年（平成17年） | 60,883             | 30,101           | [ * 6 ]  |
| 2006年（平成18年） | 61,846             | 30,555           | [ * 7 ]  |
| 2007年（平成19年） | 62,760             | 31,273           | [ * 8 ]  |
| 2008年（平成20年） | 60,503             | 29,941           | [ * 9 ]  |
| 2009年（平成21年） | 60,225             | 29,740           | [ * 10 ] |
| 2010年（平成22年） | 59,391             | 29,315           | [ * 11 ] |
| 2011年（平成23年） | 58,785             | 29,052           | [ * 12 ] |
| 2012年（平成24年） | 59,684             | 29,384           | [ * 13 ] |
| 2013年（平成25年） | 60,989             |                  | [ * 14 ] |
| 2014年（平成26年） | 60,687             |                  | [ * 15 ] |
| 2015年（平成27年） | 62,201             |                  |          |
| 2016年（平成28年） | 63,163             |                  |          |

## 周邊
本站是川崎市宮前區的商業中心，但區役所靠近鄰站宮前平站。
- fullel鷺沼 - 4層樓的購物中心。1樓是東急store（日语：東急ストア），2樓至4樓是服飾店、書店等。
- 鷺沼公園
- 宮前郵便局（日语：宮前郵便局）
  - 郵貯銀行宮前店
- 川崎鷺沼郵便局
- JA Ceresa川崎（日语：セレサ川崎農業協同組合）鷺沼支店
- 川崎市立鷺沼小學校
- SPORTS SPA ATHLIE（日语：アスリエ）鷺沼
- カッパーク鷺沼
  - FRONTOWN鷺沼 - 川崎前鋒經營的五人制足球場
  - 鷺沼接觸広場
  - 川崎市立土橋小學校（日语：川崎市立土橋小学校）
  - 鷺沼なごみ保育園
- 三菱UFJ銀行鷺沼支店
- 瑞穗銀行鷺沼支店
- 鷺沼基督福音教會（页面存档备份，存于）

### 巴士路線
| 乘車處 | 系統 | 主要行經地                              | 目的地            | 運行業者                                      |
| ------ | ---- | --------------------------------------- | ----------------- | --------------------------------------------- |
| 1號    | 梶01 | 寺台、野川台公園、西福寺前              | 梶谷站            | ■東急巴士虹丘營業所                           |
| 1號    | 鷺21 | 多摩廣場站、薊野站、樅之木台            | 虹丘營業所        | ■東急巴士虹丘營業所                           |
| 2號    | 鷺11 | 土橋、Green Heights中央、宮崎櫻之丘公園 | 宮崎台站          | ■東急巴士高津營業所                           |
| 2號    | 鷺12 | 土橋、宮前區役所前                      | Green Heights中央 | ■東急巴士高津營業所                           |
| 3號    | 鷺02 | 中有馬、久末、野川、中原                | 小杉站            | ■東急巴士東山田營業所 ■川崎市交通局菅生營業所 |
| 3號    | 鷺02 | 中有馬、久末、野川                      | 新城站            | ■東急巴士東山田營業所 ■川崎市交通局菅生營業所 |
| 3號    | 鷺02 | 中有馬、久末                            | 野川              | ■東急巴士東山田營業所 ■川崎市交通局菅生營業所 |
| 3號    | 鷺02 | 中有馬                                  | 久末              | ■東急巴士東山田營業所 ■川崎市交通局菅生營業所 |
| 3號    | 鷺02 |                                         |                   | ■東急巴士東山田營業所 ■川崎市交通局菅生營業所 |
| 3號    | 鷺02 | 中有馬、久末、野川                      | 井田營業所        | ■川崎市交通局井田營業所                       |
| 3號    | 鷺22 | 江田站、市民站                          | 青葉台站          | ■東急巴士青葉台營業所                         |
| 4號    | 鷺0] | 有馬變電所、菫丘、北山田站              | 東山田營業所      | ■東急巴士東山田營業所                         |
| 4號    | 鷺03 | 有馬變電所、菫丘、長德寺前              | 中心北站          | ■東急巴士東山田營業所                         |
| 4號    | 鷺04 | 菫丘、長德寺前、中心北站                | 中心南站          | ■東急巴士東山田營業所                         |
| 4號    | 鷺05 | 菫丘、北山田站、慈幼學院                | 中心北站          | ■東急巴士東山田營業所                         |

澀谷站的深夜急行巴士「午夜箭號」也停靠本站，但只能下車。

### 幹道
- 尻手黑川道路（日语：尻手黒川道路）
- 國道246號
- 東名高速道路東名川崎交流道
- 日吉元石川道路

### 地名由來
本地位於名為「鷺沼谷」（さぎぬまやと）的谷地，之後成立有馬村時在此地設置小字「鷺沼耕地」，之後成為本地地名。

## 相鄰車站
東急電鐵
 田園都市線
■急行、■準急
溝之口（DT10）－鷺沼（DT14）－多摩廣場（DT15）
■各站停車
宮前平（DT13）－鷺沼（DT14）－多摩廣場（DT15）

## 外部連結
- 鷺沼（各站資訊） - 東急電鐵（日語）